# Delfinowiec ciemny
Delfinowiec ciemny, delfin ciemny (Sagmatias obscurus) – gatunek ssaka morskiego z rodziny  delfinowatych (Delphinidae).

## Taksonomia
Gatunek po raz pierwszy zgodnie z zasadami nazewnictwa binominalnego opisał w 1828 roku angielski zoolog John Edward Gray nadając mu nazwę Delphinus (Grampus) obscurus. Holotyp pochodził z Przylądka Dobrej Nadziei, w Prowincji Przylądkowej Zachodniej, w Południowej Afryce. Okazem typowym jest czaszka o sygnaturze BMNH 41.1733 znajdująca się w Muzeum Historii Naturalnej w Londynie; jednak pod tym samym numerem skatalogowane są dodatkowe okazy. Przypuszczalnie odnoszą się one do okazów o których wspomniał Gray w oryginalnym opisie „wypchanych skór dorosłych i młodych z czaszką w środku, pierwotnie pochodzących kolekcji w Royal College of Surgeons w Londynie.
Analizy przeprowadzone w 2019 roku w oparciu o dane molekularne ujawniły, że tradycyjnie uznawany Lagenorhynchus nie jest monofiletyczny i należy podzielić go na trzy odrębne rodzaje: Lagenorhynchus, Leucopleurus i Sagmatias. Sagmatias obliquidens i S. obscurus mogą tworzyć linię siostrzaną z Cephelorhynchus. Dwa podgatunki S. obscurus zostały uznane na podstawie fragmentarycznych, nieciągłych zasięgów zoogeograficznych, ale nowsze dowody genetyczne sugerują, że S. o. fitzroyi z Ameryki Południowej składa się z dwóch oddzielnych taksonów: fitzroyi i posidonia. Nieopisana forma występuje w południowo-zachodnim Oceanie Spokojnym w pobliżu Nowej Zelandii, Wyspy Campbella, Wysp Auckland i Chatham, a niepewny podgatunek był również rzadko obserwowany w pobliżu Falklandów, wyspy Gough, w południowej Australii i Tasmanii. Zachodzi potrzeba przeprowadzenia więcej badań, aby w pełni opisać te taksony.
Autorzy Illustrated Checklist of the Mammals of the World rozpoznają trzy podgatunków. Podstawowe dane taksonomiczne podgatunków (oprócz nominatywnego) przedstawia poniższa tabelka:
| Podgatunek      | Oryginalna nazwa   | Autor i rok opisu   | Miejsce typowe                                                                       | Okaz typowy |
| --------------- | ------------------ | ------------------- | ------------------------------------------------------------------------------------ | --- |
| S. o. fitzroyi  | Delphinus Fitzroyi | Waterhouse, 1838    | Południowy Ocean Atlantycki, Golfo San José, Chebutt, wybrzeże Patagonii, Argentyna. | Samica, rostrum i przednia część żuchwy, sygnatura 1939.2.18.1, Muzeum Brytyjskie w Londynie, zebrane przez Charlesa Darwina. |
| S. o. posidonia | Phocaena posidonia | R.A. Philippi, 1893 | Południowy Ocean Spokojny, Chile (48°10′S 77°00′W/-48,166667 -77,000000).            | Samica, skóra i czaszka, zabita harpunem, Santiago de Chile Museum.                                                           |

### Etymologia
- Sagmatias: gr. σαγμα sagma, σαγματος sagmatos „siodło”; nowołac. przyrostek -ias „wskazanie na posiadanie lub cechę szczególną”[51].
- obscurus: łac. obscurus „ciemny”[52].
- fitzroyi: wiceadm. Robert Fitzroy (1805–1865) Royal Navy, meteorolog, dowódca HMS Beagle w latach 1828–1836, gubernator Nowej Zelandii w latach 1843–1845[5][53].
- posidonia: etymologia niejasna, Philippi nie podał znaczenia nazwy rodzajowej[28], być może pochodzi od Posejdona (gr. Ποσειδων Poseidōn, łac. Neptunus) w mitologii greckiej boga mórz.

## Zasięg występowania
Delfinowiec ciemny występuje w wodach półkuli południowej zamieszkując w zależności od podgatunku:
- S. obscurus obscurus – wody przybrzeżne południowej Afryki (Namibia, Południowa Afryka), Wyspy Księcia Edwarda i Amsterdam.
- S. obscurus fitzroyi – wody przybrzeżne południowej Ameryki Południowej aż do Peru na Oceanie Spokojnym.
- S. obscurus posidonia – północna Argentyna na Oceanie Atlantyckim.

## Morfologia
Długość ciała do 210 cm; masa ciała 70–85 kg. Noworodki osiągają długość ciała 80–100 cm przy ciężarze 9,6 kg. Delfinowce ciemne mają krótki, czarny dziób. Brzegi płetw piersiowych są również przyciemniane. Płetwa grzbietowa znacznie zakrzywiona jest do tyłu; u delfina ciemnego ta płetwa jest z tyłu szara. Brzuch i większość przedniej części ciała jest biała. Natomiast wierzch ciała i ogon są czarne; na ogonie z boku uwidacznia się długi szary pasek przedłużający się ku przedniej części ciała i rozgałęziający się na dwoje. Wokół oczu delfina ciemnego nie ma czarnych łatek "okularów", co stanowi wyjątek wśród przedstawicieli rodzaju.

## Ekologia
- Pożywienie: głównie sardele, ryby przydenne, dziesięciornice
- Siedlisko: wody przybrzeżne ciepłe i chłodne umiarkowane.

### Życie społeczne

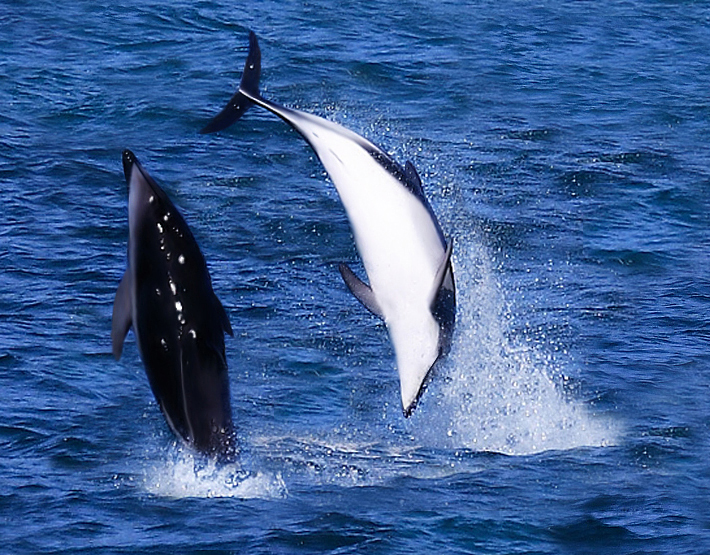

Delfinowce ciemne żyją w dużych grupach, zazwyczaj kilkudziesięciu zwierząt, pozwalając też innym gatunkom polowaċ razem ze sobą. Delfinów ciemnych nie powinno się trzymaċ w delfinariach, gdyż pozbawione licznego towarzystwa, do którego są przyzwyczajone, popadają w depresję, często chorują, a ich czas życia ulega skróceniu.

### Polowanie
Zbiorowe polowanie delfinowców ciemnych na ryby ławicowe przeprowadzane jest zwykle w godzinach wczesnego popołudnia. Osobniki dzielą się między sobą rolami. Jedne zbijają ryby w ciaśniejszą gromadę płosząc je bardzo wysokimi dźwiękami lub uderzeniami ogonem. Inne opływają wciąż ławicę ryb dookoła zapobiegając ucieczkom ofiar i rozluźnieniu szyku. Kiedy ogromne ławice ryb są zbyt wielkie dla jednego stada do opanowania, parę osobników skacze nad wodę, opadając brzuchem lub plecami płasko na powierzchnię wody, wydając przy tym jak najgłośniejszy plusk. Powtarzają sygnały, dopóki nie dostrzeże ich inne, bardziej oddalone stado delfinów ciemnych i zaalarmowane przybędzie na pomoc. Delfiny wybierają dogodny moment i przestają już zapędzaċ ryby bliżej siebie. Teraz osobniki po kolei atakują, wpływając w szyk ryb i łapiąc w pysk ile łupu się da, w czasie, gdy reszta stada zapobiega rozpadowi szyku. Trwa to tak długo, aż wszystkie delfiny, włącznie z przybyłymi z zewnątrz zakończą ucztę. Niekiedy inne zwierzęta, jak ptaki lub foki również korzystają z łatwej zdobyczy opanowanej przez delfiny. 

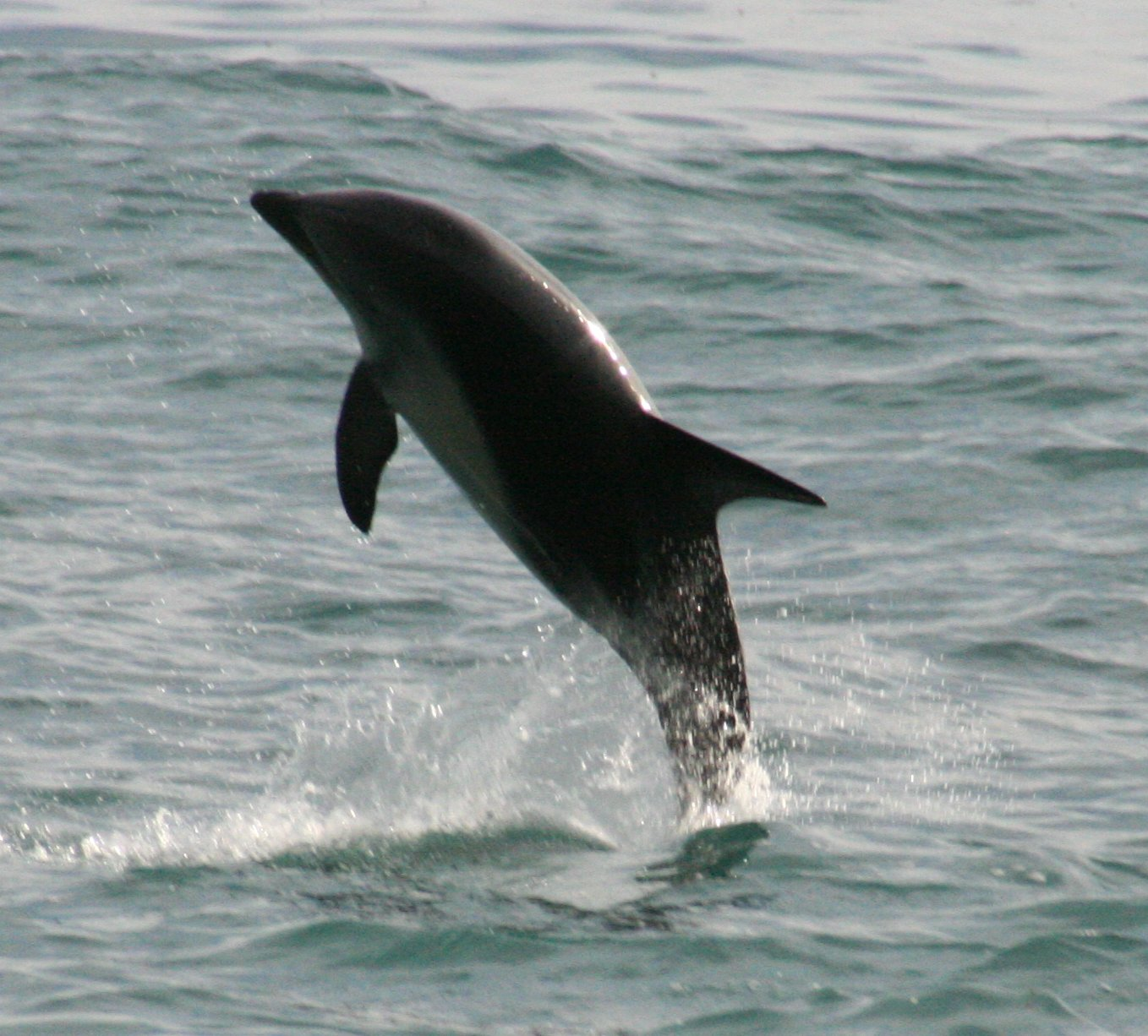
Delfin ciemny nad wodą

Po udanym polowaniu rozradowane i podniecone delfiny kopulują z osobnikami ze stad swojego i dołączonych. Mieszanie między stadami zapewnia rekombinację genów potomstwa.
Całe zdarzenie polowania jest długie i widowiskowe, na dużej powierzchni i badaczom lecącym nad wodą helikopterem łatwo jest je dostrzec.

### Zabawa
Delfinowce ciemne zasłynęły jako najdoskonalsi akrobaci wśród waleni. To one najczęściej wykonują skoki i są one doskonale skoordynowane, jeżeli wykonywane przez więcej niż jednego osobnika. Jednym z rodzajów tych skoków jest tzw. cross-diving. Dwa delfiny wyskakują wtedy wysoko nad wodę i zanurzają się blisko siebie nurkując na krzyż.

## Status zagrożenia
W Czerwonej księdze gatunków zagrożonych Międzynarodowej Unii Ochrony Przyrody i Jej Zasobów został zaliczony do kategorii LC (ang. least concern „najmniejszej troski”).